# 本郷村 (石川県)
本郷村（ほんごうむら）は、石川県鳳至郡に存在した村である。

## 概要
門前町の南東に位置する。村の名称は、江戸時代の十村である本郷家に由来する。

## 地理
- 山 : 城山
- 川 : 八ヶ川
- 湖沼 : 八翠湖

### 隣接していた市町村
- 町
  - 門前町・穴水町
- 村
  - 浦上村・大屋村・三井村

## 歴史

### 沿革
- 1878年（明治11年）鳳至郡大町村の名称を東大町村に変更する。（浦上村（（浦上村字浦上）の小字大町との混同を避けるため。）
- 1889年（明治22年）4月1日 町村制の施行により、鳳至郡二又川村、鑓川村、平村、堀腰村、百成村、東大町村、別所村、荒屋村、地原村、定広村、長井坂村、原村、貝吹村、能納屋村、谷口村、嶺村、俊兼村、四位村、滝上村、内保村及び本内村を廃し、その区域をもって鳳至郡本郷村を設置する。
- 1954年（昭和29年）3月31日 鳳至郡門前町、本郷村、七浦村、浦上村、諸岡村及び黒島村を廃し、その区域をもって鳳至郡門前町を設置する。本郷村の21大字は門前町に継承。

## 行政

### 村長
| 代 | 人 | 氏名         | 就任                       | 退任                       | 備考 |
| -- | -- | ------------ | -------------------------- | -------------------------- | ---- |
| 1  | 1  | 大江吉太郎   | 1890年（明治23年）2月?日   | 1891年（明治24年）6月?日   |      |
| 2  | 2  | 川浦与平     | 1891年（明治24年）7月1日   | 1895年（明治28年）5月30日  |      |
| 3  | 3  | 宮永清十郎   | 1895年（明治28年）10月?日  | 1899年（明治32年）10月?日  |      |
| 4  | 4  | 山崎庄太郎   | 1900年（明治33年）5月?日   | 1904年（明治37年）5月?日   |      |
| 5  |    | 宮永清十郎   | 1904年（明治37年）6月?日   | 1908年（明治41年）6月?日   |      |
| 6  | 5  | 西野勝次郎   | 1908年（明治41年）6月29日  | 1910年（明治43年）1月13日  |      |
| 7  | 6  | 笠原弘       | 1911年（明治44年）1月23日  | 1912年（明治45年）7月18日  |      |
| 8  | 7  | 高木龍太郎   | 1912年（大正元年）10月11日 | 1916年（大正5年）10月10日  |      |
| 9  | 7  | 高木龍太郎   | 1917年（大正6年）1月12日   | 1919年（大正8年）1月16日   |      |
| 10 | 8  | 東野米左衛門 | 1919年（大正8年）2月10日   | 1923年（大正12年）2月9日   |      |
| 11 | 9  | 小西文五郎   | 1923年（大正12年）4月26日  | 1927年（昭和2年）4月25日   |      |
| 12 | 10 | 大江正友     | 1927年（昭和2年）5月16日   | 1931年（昭和6年）5月15日   |      |
| 13 | 10 | 大江正友     | 1931年（昭和6年）5月16日   | 1935年（昭和10年）5月15日  |      |
| 14 | 11 | 山崎義実     | 1935年（昭和10年）6月13日  | 1939年（昭和14年）6月12日  |      |
| 15 | 12 | 高島辰之助   | 1939年（昭和14年）6月18日  | 1943年（昭和18年）6月17日  |      |
| 16 | 13 | 経本壬寅     | 1943年（昭和18年）6月30日  | 1944年（昭和19年）7月13日  |      |
| 17 | 14 | 森倉市郎     | 1944年（昭和19年）10月24日 | 1945年（昭和20年）10月23日 |      |
| 18 |    | 小西文五郎   | 1946年（昭和21年）1月11日  | 1947年（昭和22年）4月4日   |      |
| 19 | 15 | 山崎安太郎   | 1947年（昭和22年）4月5日   | 1951年（昭和26年）4月4日   |      |
| 20 |    | 小西文五郎   | 1951年（昭和26年）4月23日  | 1954年（昭和29年）3月30日  |      |

## 教育
- 本郷村立本郷中学校
- 本郷村立別所小学校
- 本郷村立内保小学校
- 本郷保育所

## 交通

### 道路
- 石川県道7号穴水門前線
- 石川県道51号輪島富来線

## 名所・旧跡・観光スポット・祭事・催事
- 観光スポット
  - 八ヶ川ダム
- 祭り
  - ふきのと祭り 輪島市指定無形民俗文化財